# O Chão Vai Tremer (álbum)
O Chão Vai Tremer é o quinto álbum da dupla sertaneja brasileira Edson & Hudson, lançado em 2004 pela Deckdisc.  No repertório inclui os sucessos "Porta-Retrato", "Rabo-de-Saia", "Quer Namorar Comigo?" e "Cíume Exagerado".  Outro destaque é a participação da dupla Rionegro & Solimões na música "O Bicho Vai Pegar", que também é um dos sucessos da dupla. Mais um destaque é a regravação da música "Somos Assim", da dupla Chitãozinho & Xororó. O álbum rendeu mais de 125 mil cópias vendidas, recebendo disco de platina.

## Faixas
| N.º | Título                                              | Compositor(es)                                                      | Duração |  |
| 1.  | "Entra na Arena"                                    | Hudson / Henrique Marx / Renato Rossi                               | 3:29    |  |
| 2.  | "Volta"                                             | Bruno / Felipe                                                      | 3:25    |  |
| 3.  | "Porta-Retrato"                                     | Carlos Randall / Tivas                                              | 3:32    |  |
| 4.  | "Rabo-de-Saia"                                      | Edson / Marquinhos                                                  | 3:39    |  |
| 5.  | "Quer Namorar Comigo?"                              | Tivas / Paulinho Levi                                               | 3:22    |  |
| 6.  | "Dizem Que Eu Mudei (She Can't Save Him)"           | Liz Hengber / Robert Regan - versão: Hudson / Raul                  | 2:51    |  |
| 7.  | "Cervejaria"                                        | Zé Henrique / Gabriel                                               | 2:33    |  |
| 8.  | "Somos Assim"                                       | Paulinho Rezende / Paulo Debétio                                    |         |  |
| 9.  | "Ou Não"                                            | Hudson                                                              | 3:35    |  |
| 10. | "O Bicho Vai Pegar" (part. Rionegro & Solimões)     | Chico Amado / Ricardo Félix                                         | 3:24    |  |
| 11. | "Só Penso em Você (Quisiera Poder Olvidarme De Ti)" | Rudy Perez / Mark Portmann - versão: Edson / Hudson / Wagner Mendes | 3:45    |  |
| 12. | "Ciúme Exagerado"                                   | Edson / Flavinho Alencar                                            | 3:13    |  |
| 13. | "Te Dar Tristeza Nunca Mais (Can't Be Really Gone)" | Garry Burr - versão: Edson / Raul                                   | 2:50    |  |
| 14. | "Sapateia Galera"                                   | Edson / Beijinho / Zé Henrique                                      | 2:47    |  |

Notas
- A canção "Te Dar Tristeza Nunca Mais" já tinha sido gravada no álbum Festa Louca em 1997.
- A canção "Só Penso em Você" foi regravada e lançada como single no álbum Faço Um Circo Pra Você - Ao Vivo de 2013.

## Certificações
| Brasil (ABPD)                             | Platina | 2004 | 125.000* |
| *número de vendas baseado na certificação |         |      |          |